# Musée Lambinet
Le musée Lambinet est le musée municipal d'art et d'histoire de la ville de Versailles. Il est situé 54, boulevard de la Reine, quartier Notre-Dame, à Versailles (Yvelines) et retrace l'histoire de la ville. Le musée est installé depuis 1932 dans un hôtel particulier construit dans la deuxième moitié du XVIIIe siècle.

## Histoire

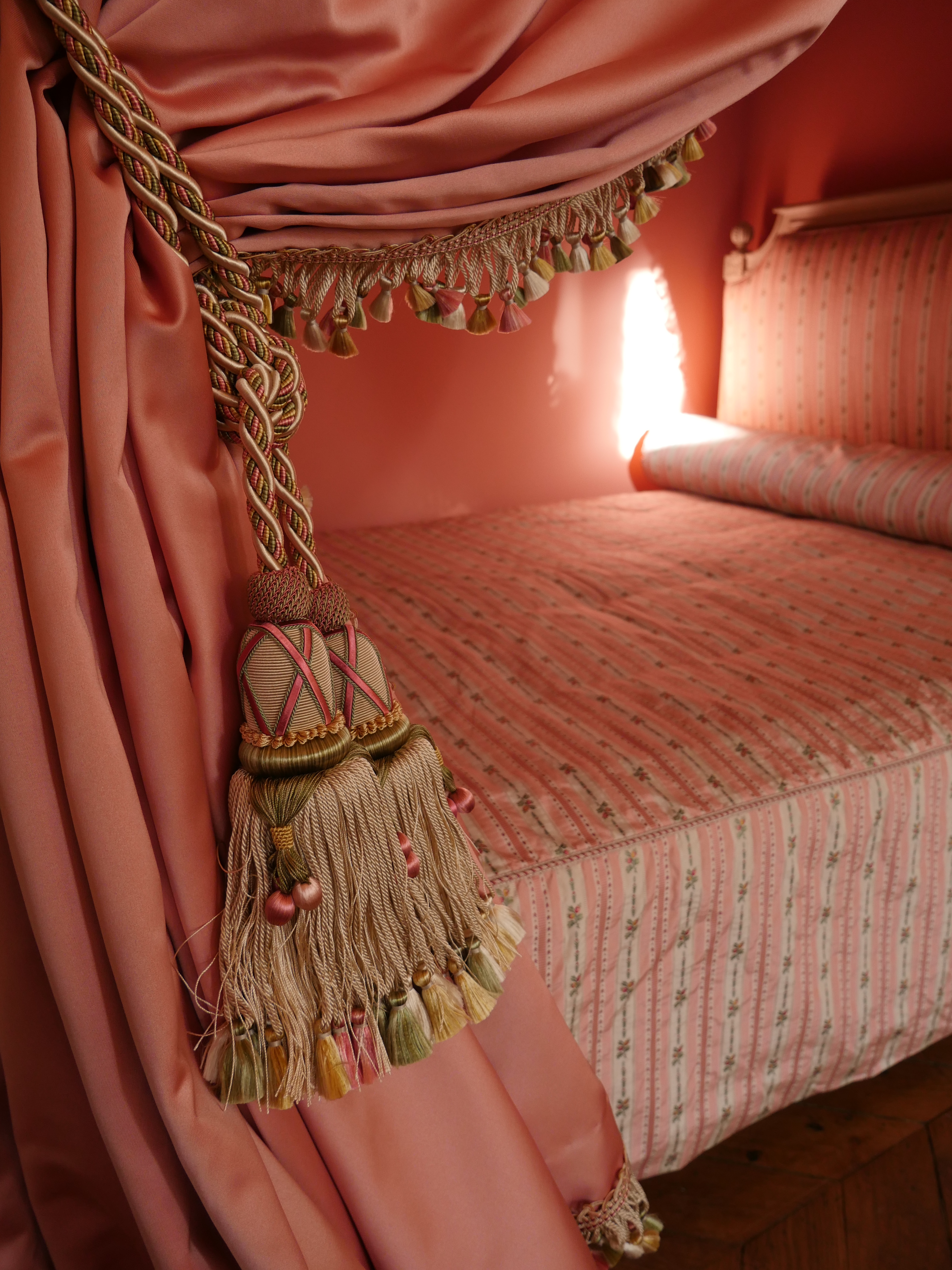
La chambre rose de l'appartement XVIIIe siècle au premier étage du musée.

### Hôtel particulier Porchon
Cet hôtel particulier a été construit en 1752 pour Joseph-Barnabé Porchon, entrepreneur des Bâtiments du roi Louis XV. Auparavant s'y trouvait une parcelle de l'étang de Clagny, asséché en 1737.
Il possède un petit jardin à la française.

### Famille Lambinet
Venue de l'Est de la France, la famille Lambinet taille des habits et fait commerce de draps à Versailles.
Victor Lambinet est le fils de Jean-François Lambinet, maire de la ville en 1848. Ancien avocat, alors juge au tribunal de Versailles, il achète l'hôtel des Porchon en 1852. Il l'occupe en 1859, avec son fils et avec l'épouse de ce dernier, Nathalie Chevassus, utilisant l'une des ailes de l'hôtel comme immeuble de rapport.
Charles Vatel réalise une importante donation d'œuvres, en 1883.

### Donation de Nathalie Lambinet à la ville de Versailles
En 1888, la ville de Versailles se dote d'un musée municipal, le musée Houdon, dans l'ancien hôtel des Affaires étrangères et de la Marine.
En 1929, sans héritier après la mort de son beau-père Victor, de son mari et de son fils Pierre (en novembre 1911 à l'âge de douze ans), Nathalie Lambinet lègue l'immeuble avec ses collections à Messieurs Dagincourt et Dénériaz ; à charge pour eux de le transformer en musée.
En 1932, la ville décide d'y transférer les œuvres jusqu'alors conservées à la bibliothèque municipale, ancien ministère de la Marine et des Affaires étrangères de Louis XV et Louis XVI.
La façade, la toiture et le Salon doré au premier étage sont classés monuments historiques depuis 1944, et le musée Lambinet obtient l'appellation « Musée de France » en 2004.
Le musée est restauré et sa scénographie revue dans les années 1980. D'autres modifications ont lieu au début des années 2000. Il est fermé pour travaux du 18 avril au 18 septembre 2010. Enfin, après une campagne de trois ans de travaux, il rouvre le 3 décembre 2022,.
Il présente des collections permanentes et des expositions temporaires. Il possède un auditorium disposant de 60 places assises.

## Bâtiment
Il est situé boulevard de la Reine, à Versailles, au numéro 54.
La façade donnant sur les jardins s'orne d'un fronton sculpté représentant une allégorie de l'architecture symbolisée par des putti : deux d'entre-eux soutiennent un parchemin sur lequel un troisième dessine un plan avec un compas. Ce haut-relief rappelle la fonction du premier propriétaire, Joseph-Barnabé Porchon.
Le musée comporte 35 salles, dont certaines ont conservé leurs lambris d'époque. Y sont présentées des collections qui évoquent l'histoire de Versailles : des meubles estampillés, des céramiques ou des objets d'art, ainsi que des plans anciens et des œuvres d'artistes versaillais, des sculptures (notamment de Jean-Antoine Houdon), des peintures et aussi des plaques de cuivre qui servaient à l'impression des toiles de Jouy.

## Collections

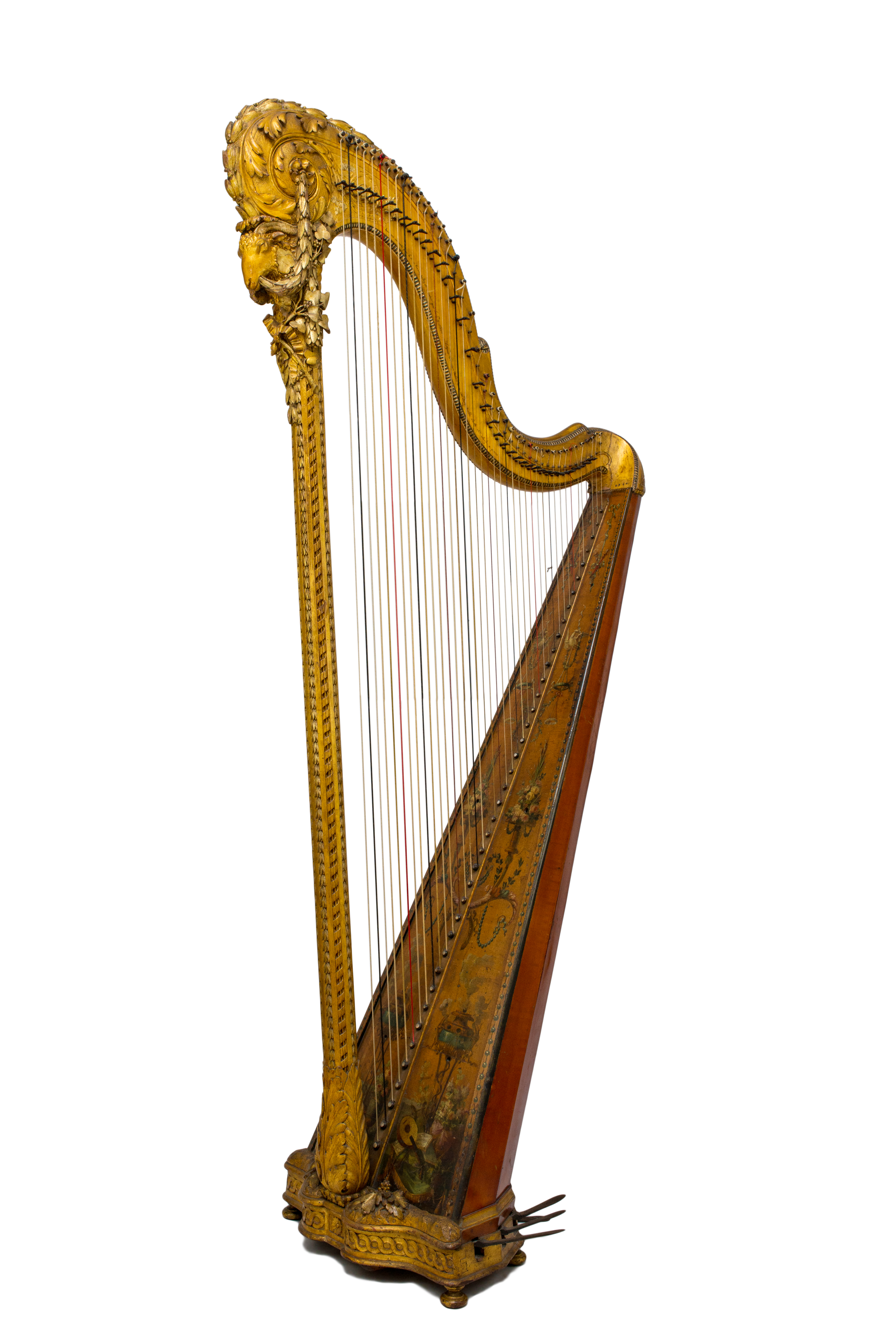
Harpe de Naderman © Musée Lambinet, ville de Versailles - Art Shooting.

Couvrant l'histoire de France, celle de Versailles et la Révolution française, les quelque 500 œuvres du musée Lambinet sont présentées sur trois niveaux : au rez-de-chaussée les dons de collectionneurs ayant enrichi le fonds du musée ; au premier étage, une restitution d'un appartement bourgeois du milieu du XVIIIe siècle, une chambre, un boudoir, des salles présentant des horloges baroques et des commodes de grands ébénistes, au second, l'histoire de la ville entre le XVIIe et le XXe siècle à travers les collections du musée.
Parmi les objets conservés, on peut citer les rares crosses subsistantes des abbayes fondées par la reine Blanche de Castille ou encore une harpe conçue par Jean-Henri Naderman, luthier de la reine Marie-Antoinette,.
Les documents concernant la Révolution française comprennent les portraits de Charlotte Corday et de Marat, grâce au don de Charles-Joseph Vatel, avocat et historien, oncle de Victor Lambinet. D'autres donations s'ajoutent aux legs faits au XIXe siècle (Asse, Thiry, Courderc), telle celle des héritiers de l'actrice Julia Bartet, sociétaire de la Comédie-Française, en 1942,.
- Adam François van der Meulen
- Alfred Sisley
- Adrienne Jouclard (1881-1972)

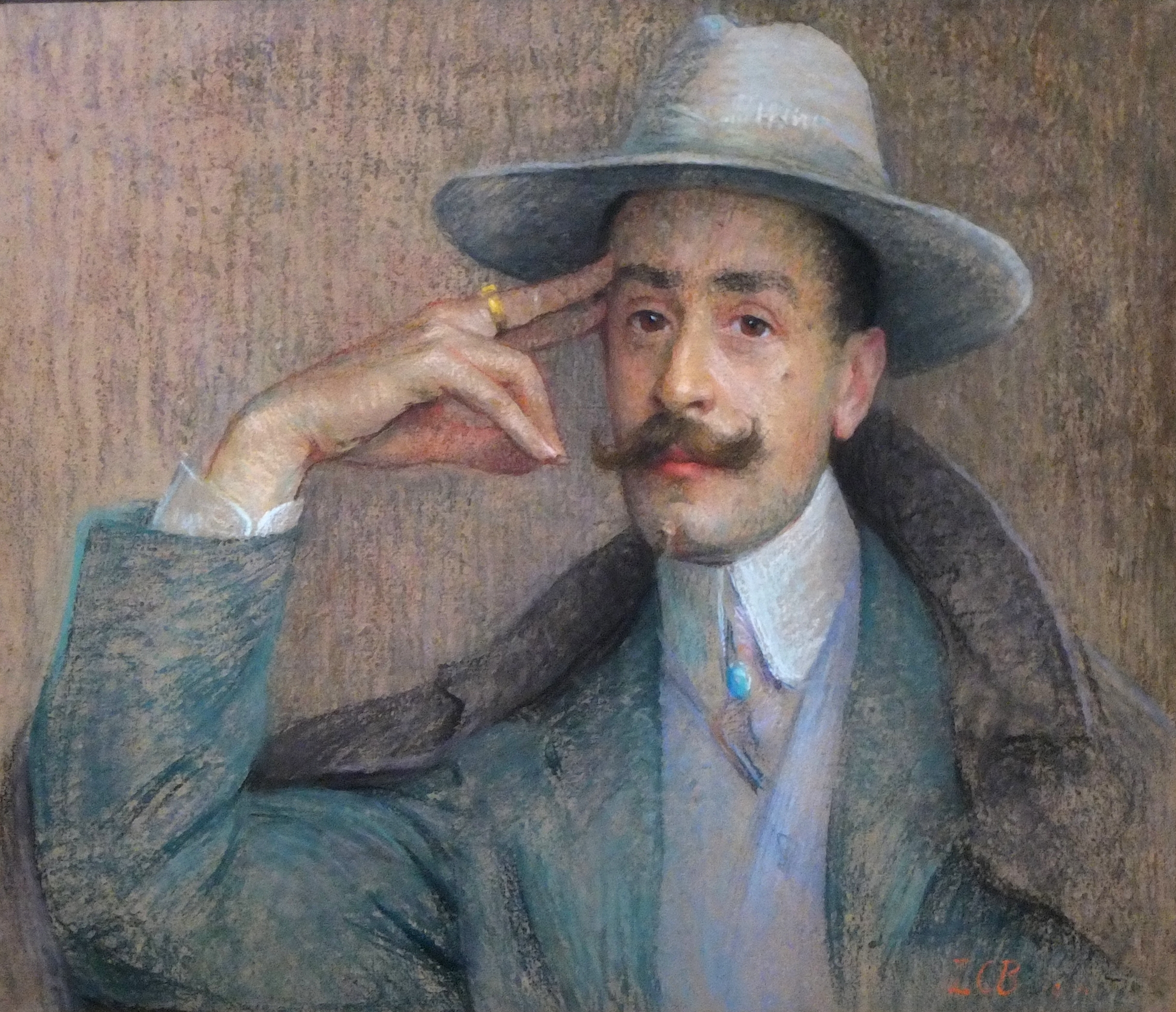
Portrait de Gabriel de Yturri par Louise Catherine Breslau, 1904.

- Alexandre-Hyacinthe Dunouy (1757-1841)
- Albert Lebourg
- Alexandre-Hyacinthe Dunouy (1757-1841)
- Amédée Bourgeois (1798-1837)
- André Jolivard
- Armand Guillaumin
- Auguste-Alexandre Baudran (1823-1907)
- Augustin Pajou - buste de Louis XVI (sculpture)
- André Suréda (1872-1930)
- Charles-Caïus Renoux (1795-1846)
- Charles-Louis Meyer (1882-1980)
- Charles Topino
- David Teniers le Jeune
- David Vinckboons
- Edme-Adolphe Fontaine (1814-1883)
- Édouard Louis Dubufe
- Émile Lambinet
- Émile Signol
- Eugène Isabey
- Eugène Viollet-le-Duc (1814-1879)
- Florentin Damoiselet (1644-?)
- François Boucher
- François-Marius Granet
- Frank-Will (1900-1950)
- Georges Lacombe
- Gustave Loiseau (1865-1935)
- Gillis Rombouts (1630-1678)
- Gustave Loiseau
- Hélène Le Roy d'Étiolles
- Henri-Joseph Harpignies
- Henry Moret
- Henri-Eugène Le Sidaner
- Hyacinthe Collin de Vermont
- Hubert Robert
- Jacques de Lajoüe
- Jean-Antoine Houdon
- Jean-Auguste Barre
- Jean-Baptiste Camille Corot
- Jean-Baptiste Lemoyne - Le Maréchal de Saxe (sculpture)
- Jean-Baptiste Regnault
- Jean-Jacques Bachelier
- Jean-Jacques Hauer, aussi Johann Jakob Hauer, (1751-1829)
- Jean-Henri Naderman
- Jean de Reyn (1610-1678)
- Joseph Boze
- Joseph-Siffrein Duplessis
- Joseph Vernet
- Joos de Momper
- Jules Rigo (1810-1880)
- Julia Bartet (1854-1941)
- Louis Léopold Boilly
- Louise Catherine Breslau
- Max Jacob
- Maxime Maufra
- Maximilien Luce (1858-1941)
- Nicolas Bertin
- Nicolas de Largillierre
- Nicolas-Noël Boutet
- Pierre-Denis Martin
- Pierre-Jean David d'Angers
- Pierre-Narcisse Guérin
- Pierre-Antoine Demachy
- Pierre Huvelliez (1891-1959)
- Pierre Puvis de Chavannes
- Pierre Puget
- René Aubert (1894-1977)
- René Lalique (1860-1945)
- Raimundo de Madrazo y Garreta
- Robert Levrac-Tournieres (1667-1752)
- Victor-Jacques Renault des Graviers (1816-1904)
- Victor Huvelliez

### Sélection d'œuvres
Le catalogue cité en référence liste 542 œuvres picturales, plus 8 déposées à la bibliothèque municipale, plus deux déposés à l'hôtel de ville.

## Lieu de tournage

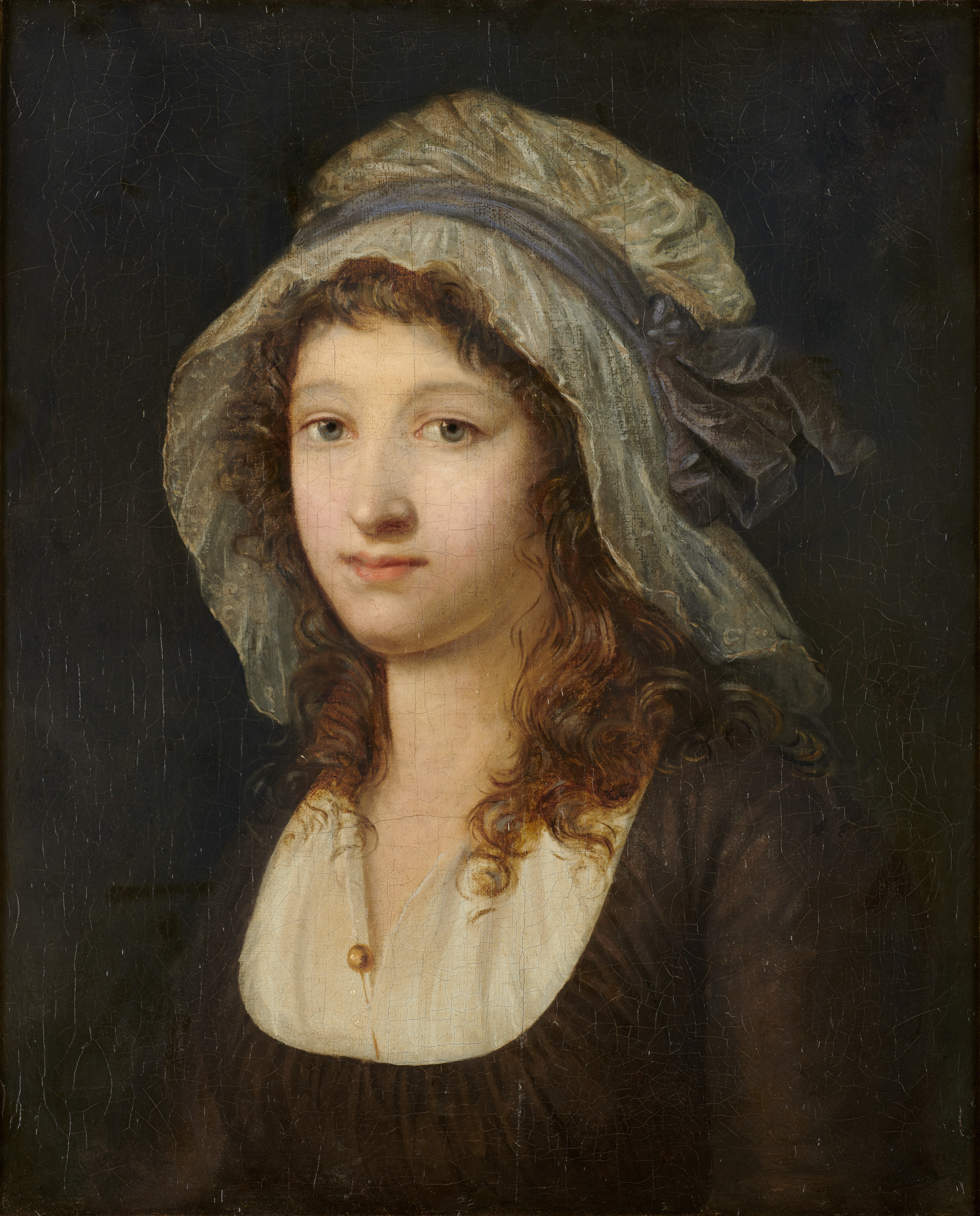
Portrait de Charlotte Corday. École française, XVIIIe siècle.

En novembre 2015, une équipe de l'émission Secrets d'Histoire s'est arrêtée au musée afin de tourner plusieurs scènes extérieures dans le cadre d'un numéro consacré à différentes figures féminines de la Révolution française, dont Charlotte Corday. Intitulée Les femmes de la Révolution, l'émission est diffusée le 12 juillet 2016 sur France 2.

## Événements récents
Depuis sa réouverture, le musée participe à toutes sortes d'événements territoriaux et nationaux.
Le soir de la Nuit des Musées, le samedi 13 mai 2023, l'entrée était libre au musée. De nombreuses activités avaient été mises en place (concerts impromptus de harpe, atelier créatif, visites flash présentant les œuvres phares du musée...).
Lors de la Fête de la musique le 21 juin 2023, un concert a pris place devant la façade du musée avec l'artiste DJ Alex Moster aux platines.
« Passez l'été au musée » : durant l'été 2023, les visiteurs peuvent profiter du jardin public du musée en s'installant dans des transats.